# Mithridate (Racine)

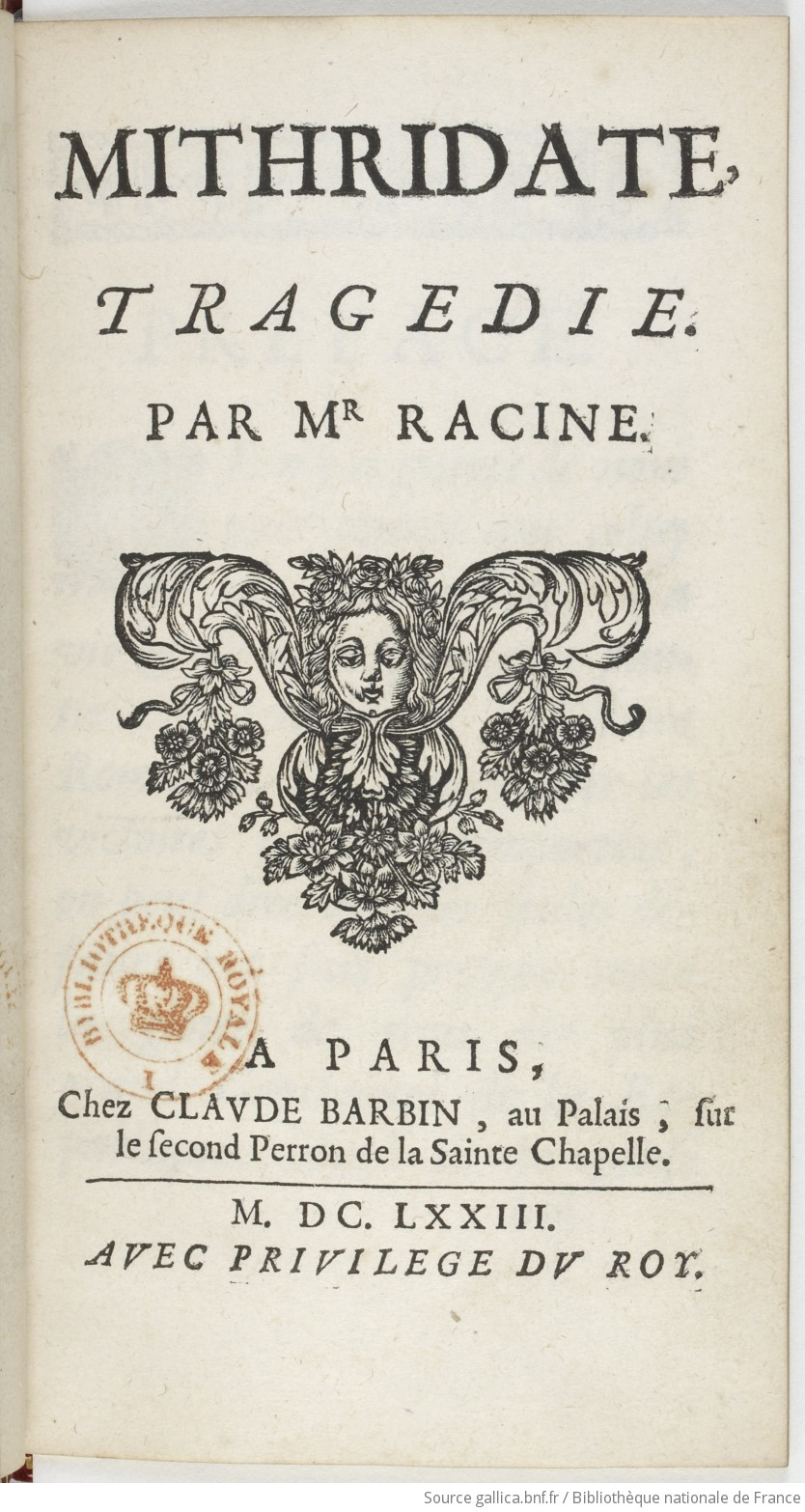
Titelblatt der Ausgabe von 1673

Mithridate ist eine Tragödie in fünf Akten von Jean Racine (1639–1699). Die Uraufführung fand am 13. Januar 1673 im Hôtel de Bourgogne in Paris statt. Das zwischen den Tragödien Bajazet und Iphigènie entstandene Stück besteht aus 1698 paarweise gereimten Alexandrinern. Es war die Lieblingstragödie von Ludwig XIV. und Karl XII. von Schweden, verschwand aber in der Folge immer mehr von der Bühne.

## Historischer Hintergrund
Die Tragödie verarbeitet literarisch Ereignisse zur Zeit des Endes des Dritten Mithridatischen Kriegs im Jahr 63 v. Chr.

## Inhalt

### Erster Akt
Xipharès, der gerade vom Tod seines Vaters Mithridate und der Gefahr eines Siegs der Römer erfahren hat, fürchtet, dass sein Bruder Pharnace, der immer die römische Seite unterstützt hat, Verrat begehen könnte. Er erklärt Monime, der Verlobten von Mithridates, seine Liebe. Pharnace erbt das Königreich von seinem Vater. Jedoch erfahren wir, dass Mithridates nicht tot, sondern ganz in der Nähe ist. Xipharès und Pharnace schließen einen Beistandspakt.

### Zweiter Akt
Monime findet nicht die Kraft, Mithridate gebührend zu empfangen. Dieser erhält eine zweite Bestätigung des Verrats seines Sohns Pharnace und kündigt seinen Entschluss an, ihn hinzurichten. Monima zwingt sich, Mithridate zu heiraten, aber dieser verdächtigt sie, Pharnace zu lieben. Monime gesteht schließlich Xipharès ihre Liebe, ist aber entschlossen, den Wünschen von Mithridate zu folgen.

### Dritter Akt
Mithridate kündigt Pharnace und Xipharès mit einer langen Rede an, er wolle eine Invasion in Italien versuchen, um den Feind ins Herz zu treffen. Xipharès stimmt dem zu und will daran teilnehmen. Mithridate ordnet an, dass Pharnace die Tochter des Partherkönigs heiratet. Pharnace verweigert dies. Als Mithridate ihn festsetzen lässt, vermutet er Verrat durch seinen Bruder. Er enthüllt, dass Xipharès in Monime verliebt ist. Mithridate gibt gegenüber Monime vor, er wünsche, dass sie Xipharès heirate. Ihrer Reaktion entnimmt er, dass sie Xipharès liebt.

### Vierter Akt
Xipharès, der hiervon weiß, versucht zu fliehen, doch Monime deckt auf, dass ein anderer Mithridate ihre Liebe offenbarte. Mithridate entschließt sich, vor seinem Aufbruch nach Italien Monime im Austausch mit seiner Verzeihung zu heiraten. Monime weigert sich. Mithridate zweifelt, ob er Xipharès oder Monime oder keinen von ihnen strafen soll. Pharnace enthüllt in der Zwischenzeit den Angriffsplan den Römern, und diese landen.

### Fünfter Akt
Die Römer greifen den Palast an. Ein Diener von Mithridate bringt Monime Gift zum Selbstmord. Ein Gerücht über den Tod des Xipharès verbreitet sich. Mithridate, der sich besiegt sieht, nimmt Gift und durchbohrt sich mit einem Schwert, während er Monime vergibt. Xipharès kann den Angriff der Römer zurückschlagen. Der sterbende Mithridate, stolz auf den letzten Sieg und seinen Sohn, vereint Monime und Xipharès und rät ihnen zur Flucht.

## Bearbeitungen
Im 17. Jahrhundert gab es weitere Bearbeitungen des Stoffs:
- Gautier de Costes de La Calprenède: La mort de Mitridate. 1637. (Digitalisat).
- Nathaniel Lee: Mithridates, King of Pontus. 1678.

Die Übersetzung in die italienische Sprache von Giuseppe Parini diente als Vorlage für die 1770 uraufgeführte Oper Mitridate, re di Ponto von Wolfgang Amadeus Mozart (Libretto: Vittorio Amedeo Cigna-Santi). Weitere musikalische Umsetzungen des Mithridates-Stoffs sind:
- Giuseppe Aldrovandini: Mitridate in Sebastia. 1701.
- Alessandro Scarlatti: Mitridate Eupatore. 1707.
- Quirino Gasparini: Mithridate rè di Ponto. 1767, Libretto ebenfalls von Vittorio Amedeo Cigna-Santi.

## Textausgaben
- Jean Racine. Œuvres complètes. Bd. 1. Théâtre - Poésie. Préface Georges Forestier. Gallimard, Paris, 1999. (Bibliothèque de la Pléiade. 5.) ISBN 978-2-07-011561-7
- Mithridate (1999), Georges Forestier (Hrsg.), Dossier et notes réalisés par Étienne Leterrier. Collection Folioplus classiques (Gallimard, no 206), ISBN 978-2-07-044103-7
- Mithridate, Éditions Didot, 1854, Relu et corrigé
- Mithridate, éd. Mesnard, 1865
- Mithridate, éditions Lanson, 1904
- Mithridate, tragédie. Avec une notice sur le théâtre au XVIIe siècle, une biographie chronologique de Racine,... une analyse méthodique de la pièce... par Jean Boullé,... Claude Labrosse,.... Paris: Bordas
- Mithridate, tragédie. Avec une notice biographique, une notice historique et littéraire, des notes... par Henri Maugis,... [17e édition.]: 1956. Paris: Larousse
- Mithridate. CreateSpace Independent Publishing Platform, 2016. ISBN 978-1-53024791-2
- Mithridate. Hachette Livre BNF, 2022. ISBN 978-2329692470

Übersetzungen
- Mithridat. Übers. Adolf Laun. Tredition Classics. 2013, ISBN 978-3-8495-3616-9
- Mithridates. Übersetzung in Versen von Simon Werle. Verlag der Autoren, Frankfurt am Main 2012.